# Múa kiếm

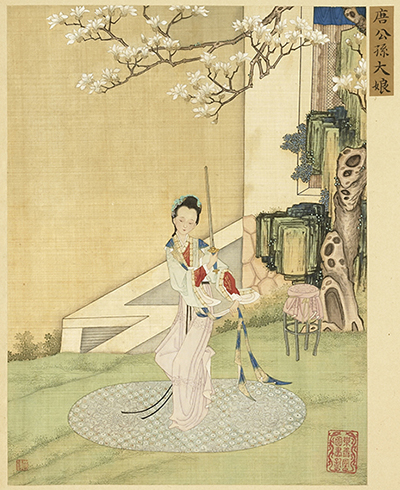
Lady Gongsun của thời nhà Đường, được biết đến với kỹ năng múa kiếm điêu luyện của mình, như trong Gathering Gems of Beauty (畫麗珠萃秀)

Múa kiếm là một môn nghệ thuật trong các lễ hội của người Việt và người Dao ở Việt Nam.

## Trung Quốc và Việt Nam
Múa kiếm của Trung Quốc và Việt Nam, được biết đến dưới dạng "Jian vu" ở Trung Quốc, bắt đầu như một bài tập huấn luyện quân sự với gươm và giáo đã được phát triển thành một điệu nhảy nhào lộn một cách công phu. Múa kiếm là một trong bốn điệu múa cổ điển được sử dụng trong kinh kịch Trung Quốc và Việt Nam. Các điệu múa này đều rất có ý nghĩa trong các buổi biểu diễn opera và chúng thường được sử dụng để mô tả cốt truyện và mô tả nhân vật. Múa kiếm cũng được sử dụng trong văn hóa Trung Quốc và Việt Nam thông qua giao tiếp với linh hồn tự nhiên; và nó được thực hiện với nỗ lực truyền cảm xúc với những linh hồn đã khuất mà có thể đang phá hoại một gia đình.